# Susiana
Susiana (Σουσιανή) fou una regió i satrapia de l'Imperi Persa i després selèucida que limitava al nord amb la Mèdia; a l'est amb les muntanyes Parachoathras i el riu Oroatis; al sud el golf Pèrsic; i a l'oest les planes de Babilònia. Produïa força gra. Els macedonis hi van introduir el vi.
Els rius principals eren el Eulaeus (Karún), el Choaspes (Kerkhah), el Coprates (Díz), el Hedyphon o Hedypnus (Jerráhi), i el Roatis (Táb).
Els habitants eren anomenats susis (susii) o susians (susiani). També vivia a la regió un poble anomenat cissis (cissi) probablement derivats del poble esmentat ja abans com cossaei que haurien emigrat a aquesta zona vers el 700 aC. Altres pobles esmentats són els uxis (uxii) una tribu de saquejadors de les muntanyes prop de Mèdia; els messabates (messabatae), a la vall; els cosseis (cossaei), prop de les muntanyes de Mèdia; i els elimis que habitaven el districte d'Elimaida probablement descendents dels elamites.
Els seus districtes eren: Cabandene, Corbiana, Massabatene, Gabiene, i Caracene.
L'única ciutat important era Susa que era capital de satrapia i capital imperial.
La Susiana formava una satrapia que era part de la gran satrapia de Persis. Es coneixen els sàtrapes Bagapana vers el 500 aC, i el pare d'Oxathres, que governava en temps de la batalla de Gaugamela. La satrapia de Susiana estava formada al seu torn per dues satrapies menors: Susiana (la plana de Susa i les muntanyes Zagros) que coincideix amb la moderna Khuzestan i arribava fins al Tigris per l'oest; i Elimaida.